# Jaume Pla
Jaume Pla i Pallejà (Rubí, 14 de abril de 1914 - Barcelona, 7 de diciembre de 1995) fue un grabador, pintor y escritor español.

## Biografía
Ya antes de la Guerra civil española realizó algunas exposiciones  Participó en la guerra con el bando republicano y vivió exilio y campos de concentración en Francia. Al volver, se convirtió en el gran apóstol del grabado moderno en Cataluña. Creó, con Víctor Imbert, las Edicions de la Rosa Vera, donde abrió las puertas a muchos artistas para ilustrar mediante el grabado libros y recopilaciones cuidadosamente editadas. Él mismo tuvo allí una fuerte actividad de grabador en todas las técnicas. Colaboró con Pablo Picasso y dirigió las ediciones de bibliofilia impulsadas por Camilo José Cela. Fue capaz de manejar el buril sin la rigidez de esta técnica tan académica. Destacan sobre todo sus paisajes, tanto de Cataluña, como del resto de España, de Italia o de Francia, donde vivía una hija.
También trajo sus ediciones a Madrid, donde consiguió, con la complicidad de Juana Mordó, que varios artistas destacados de la posguerra se iniciaran en el grabado.
Escritor agudo, de lenguaje rico y afilado, publicó libros sobre el arte de grabar (Técnicas del grabado calcográfico 1956) y artículos en la Revista de Catalunya. Igualmente, el catálogo completo de Los grabados de Xavier Nogués (1960), una monografía sobre Francesc Domingo (1992) y volúmenes de recuerdos: Famosos y olvidados (1989), Memoria escrita (1991), y Del arte y el artista. Dietario 1982-1992, con el que ganó el Premio San Juan de narrativa. Póstumamente la Unidad de Estudios Biográficos de la Universidad de Barcelona publicó La vida contínua. Diaris de Jaume Pla (1928-1948) (2008).
Fue galardonado con la Cruz de Sant Jordi y fue miembro honorario de la Real Academia Catalana de Bellas Artes de San Jorge.
Existe un fondo importante de Jaume Pla en la Biblioteca de Cataluña y su obra está representada en el Gabinete de Dibujos y Grabados del Museo Nacional de Arte de Cataluña. Su hijo Jaume Pla Bacín donó en 2023 17 estampas a la Calcografía Nacional.